# Чековський потік
Чековський потік (словац. Čekovský potok) — річка; права притока Ялшовіка, протікає в окрузі Крупіна.
Довжина приблизно 15,0—17,3 км. Витік знаходиться в масиві Крупінська полонина — на висоті приблизно 550 метрів.
Протікає територією сіл Чековце; Бзовік і Унятін.. Впадає в Ялшовік на висоті приблизно 225 метрів.